# Édit de Pau
L'édit de Pau est l'édit donné à Pau, en octobre 1620, par lequel le roi de France et de Navarre, Louis XIII, unit et incorpore au domaine de la Couronne de France, la Basse-Navarre, le Béarn, le Donezan ainsi que ses droits de co-prince d'Andorre. L'édit crée le parlement de Pau.

## Contexte
À son avènement au trône de France, en 1589, Henri IV possède un important domaine. La majorité des seigneuries qui le composent sont des fiefs mouvants du royaume de France : tel est le cas des duchés d'Albret, de Beaumont et de Vendôme, des comtés de Foix, d'Armagnac, de Comminges, de Bigorre et de Marle, des vicomtés de Limoges, de Marsan, de Nébouzan, de Lautrec et de Gévaudan. Mais ce domaine comprend aussi le royaume de Navarre — réduit à la Basse-Navarre — ainsi que d'importantes terres allodiales qui, malgré d'anciennes prétentions des rois de France, sont restées des alleux souverains : tel est le cas du Béarn, du Donezan et de l'Andorre.
Par lettres patentes données à Nancy le 13 avril 1590, Henri IV décide de ne pas réunir ses possessions au domaine de la Couronne,. Le parlement de Bordeaux les enregistre le 7 mai 1590. Mais le parlement de Paris, siégeant à Tours, s'oppose à leur enregistrement,. Par un édit de juillet 1607, le roi cède et réunit ses possessions mouvantes de la Couronne au domaine royal, à l'exception de ses possessions souveraines de la Navarre, du Béarn et du Donezan. 
.

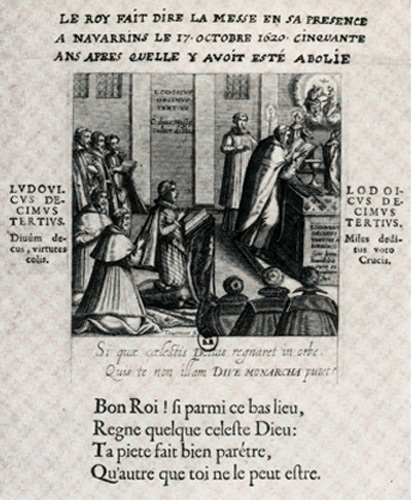
Rétablissement du culte catholique par Louis XIII à Navarrenx (Béarn) en 1620

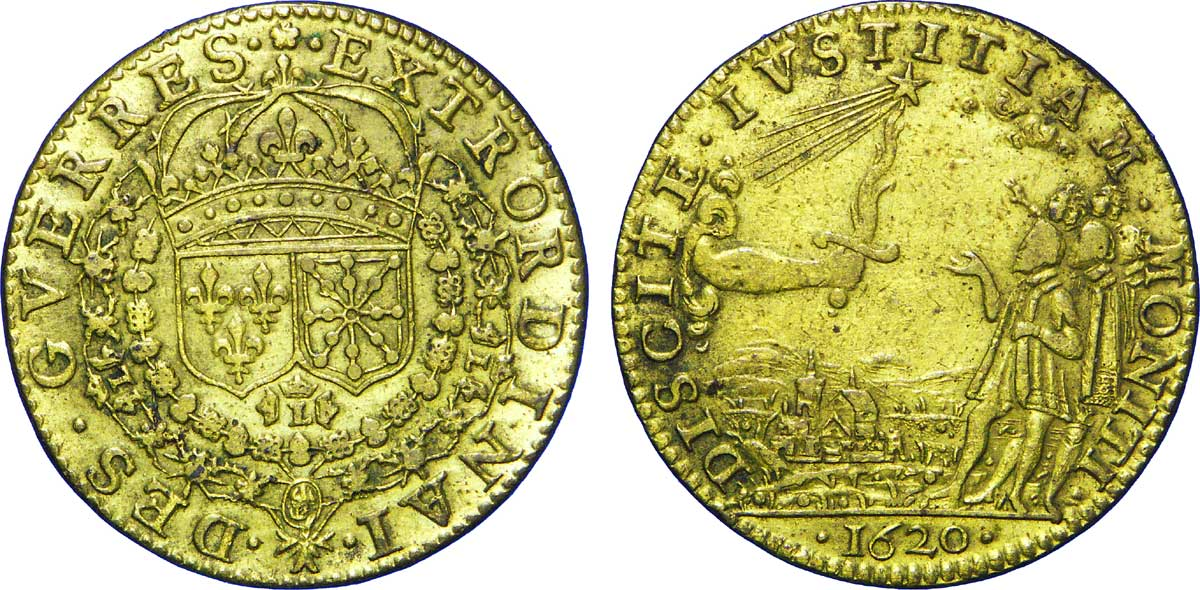
Jeton de l'Extraordinaire des Guerres relatif à la campagne de 1620.

Au nom de leur indépendance, les protestants du Béarn avaient toujours refusé d’appliquer l’Édit de Nantes. En 1620, au lendemain de sa victoire des Ponts-de-Cé, le nouveau roi Louis XIII décide, seul et contre l’avis de son Conseil, de faire respecter l’édit en Béarn. Il quitte Poitiers en septembre à la tête de son armée qui doit mettre le siège aux places fortes du Béarn. Le 15 octobre, le roi entre à Pau et reçoit l’allégeance des Béarnais, le catholicisme est rétabli et les biens du clergé confisqués par les Protestants reviennent à leurs propriétaires légitimes. C'est dans ce contexte que l'Édit de Pau est appliqué. Ce coup de force royal va être aussitôt à l'origine de plusieurs rébellions huguenotes.

## Préparation
L'édit est préparé par le garde des Sceaux, Guillaume du Vair. À quelques nuances près, il reproduit un projet d'édit qui avait été préparé en 1617 par Claude Mangot, après consultation de Théodore Godefroy, mais qui, quoique scellé, n'avait pas été mis à exécution.

## Contenu
L'édit unit et incorpore au domaine de la couronne de France tant la Basse-Navarre, le Béarn et le Donezan que les droits de cosuzerainété sur l'Andorre,.
Il érige le conseil souverain de Béarn, siégeant à Pau, en parlement. Il en étend le ressort, d'une part, à la Basse-Navarre en lui unissant la chancellerie de Navarre, siégeant à Saint-Palais, et, d'autre part, à la Soule en la distrayant du ressort du parlement de Bordeaux. L'édit prévoit que tous les actes du parlement seront expédiés en français.

## Entrée en vigueur
L'édit est donné à Pau le 19 octobre 1620,,.
Le conseil souverain de Béarn, l'enregistre dès le lendemain, 20 octobre,, lors de lit de justice qui permet l'enregistrement de l'édit dit de mainlevée.
Le 30 octobre, l'édit est présenté, pour enregistrement, à la chancellerie de Navarre. Le syndic des états de Navarre s'oppose à son enregistrement. Les juges ne parviennent pas à s'accorder : s'ils approuvent l'union de la Basse-Navarre à la couronne, ils sont partagés sur l'union de la chancellerie au conseil souverain. Ils rendent un arrêt de partage. En novembre, les états de Navarre, réunis en l'église Saint-Paul de Saint-Palais, dressent des remontrances et envoient une délégation de députés demander au roi demander la révocation de l'édit. Le 30 avril 1621, par un premier arrêt du Conseil, le roi sursoit à l'union de la chancellerie de Navarre au nouveau parlement puis, le 30 juin 1622, par un second arrêt du Conseil, il permet aux officier la chancellerie d'exercer leurs fonctions. Mais, par un édit de juin 1624, le roi confirme l'union de la chancellerie au nouveau parlement, dit « parlement de Navarre » bien que siégeant à Pau. Néanmoins, en juillet 1639, le roi crée, pour la Basse-Navarre, une sénéchaussée de Navarre relevant, en appel, du parlement de Pau.
Les États de Navarre considéraient encore en octobre 1789 la nullité de cet édit, application de la loi salique incluse.

### Texte intégral en ligne
- Thèse pour le doctorat de Roland Gaignerot soutenu devant la faculté de droit de Bordeaux, le 17 février 1898, Des bénéfices militaires dans l'empire romain et spécialement en orient et au Xe siècle, p. 450 - 453, Imprimerie Y. Caderet, Bordeaux 1898 [lire en ligne].